# 马龙站
马龙站是沪昆铁路车站，位于云南省曲靖市马龙区通泉街道。车站目前为昆明局集团曲靖车务段管理的四等站，客运每日有一对慢车停靠；货运方面，2007年利用原鸡头村站建成马龙战略装车点，是云南东北主要的货运站之一。车站未来将建设马龙货场至曲靖钢铁集团呈钢钢铁的专用线。